# Maestrat

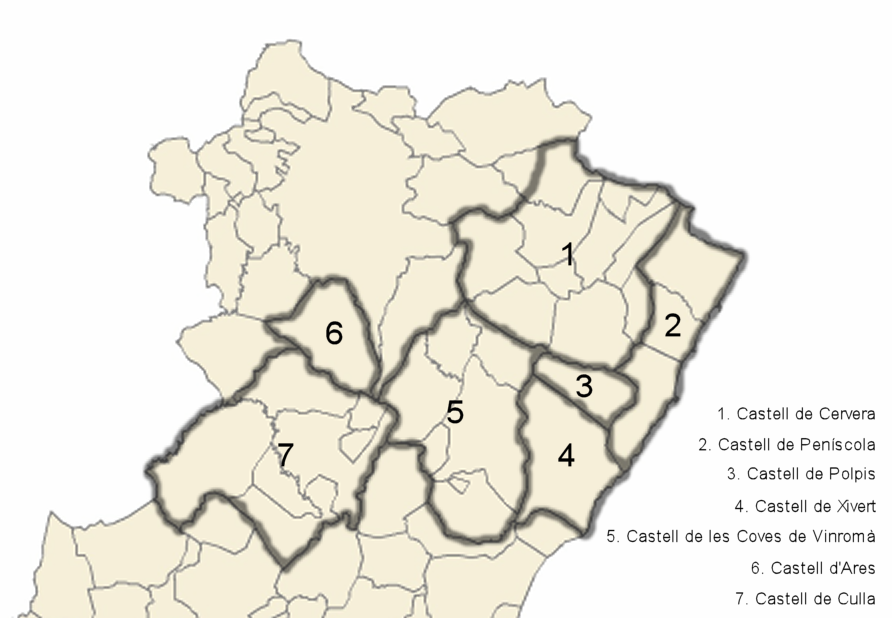
Dominis dels castells del Maestrat

El Maestrat és una comarca que s'estén pel nord de la província de Castelló, per bé que d'ençà de les carlinades alguns autors hi inclouen el Maestrat aragonès al sud-est de la província de Terol. Limita al nord amb la comarca dels Ports de Morella, la subcomarca de la Tinença de Benifassà (que sovint s'inclou dins del Baix Maestrat) i Catalunya; deixa al sud les tinences de Miravet l'Alcalatén, així com la Plana Alta.
El nom de Maestrat deriva del terme maestre, ja que aquests territoris es trobaven sota la jurisdicció del Gran mestre dels ordes militars del Temple, Sant Joan i Montesa que regiren successivament aquest territori.
En 1838, durant les carlinades, es va crear la Comandància General del Maestrat com a districte militar. Diverses entitats administratives utilitzen el terme Maestrat. A la província de Castelló, el Maestrat el constitueixen tres demarcacions territorials demarcades de segon grau, segons Decret del Govern Valencià número 170 de 28 d'octubre de 1985, i assimilades col·loquialment a les comarques del Baix Maestrat amb la seva capital a Vinaròs, Alt Maestrat amb la seva capital a Albocàsser i Els Ports de Morella amb la seva capital a Morella. No obstant això, el territori històric del Maestrat a Castelló també abasta poblacions de l'Alcalatén i la Plana Alta. A la província de Terol, hi ha una comarca oficialment anomenada Maestrat des de 1999, però històricament localitats d'altres comarques del Baix Aragó i del Matarranya també van formar part. La capital d'aquesta comarca del Maestrat és Cantavella.
Tradicionalment, el territori del Maestrat estava dividit en castells, sent el de les Coves de Vinromà l'Encomana Major de l'Orde de Montesa, el qual estava regulat per una Setena o comunitat d'herbatge de set pobles (Vilanova d'Alcolea, la Torre d'en Doménec, les Coves de Vinromà, la Serratella, Albocàsser, Tírig i la Salzadella).
La capital del Maestrat posteriorment es va traslladar a la vila de Sant Mateu del Maestrat, exercint aquesta capitalitat especialment durant l'època del Maestrat de Montesa.

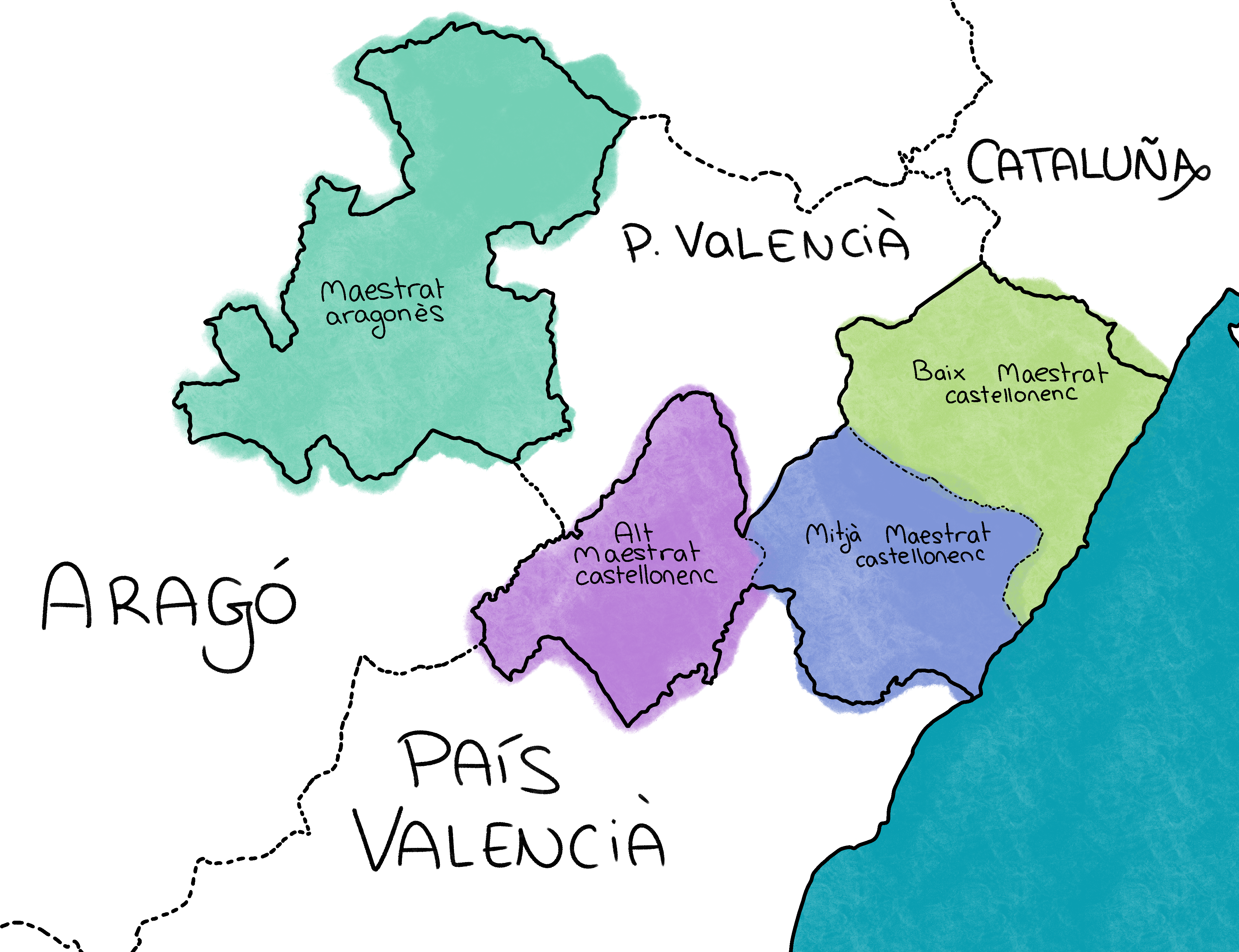
Territori històric d’El Maestrat.

En 1972 es va crear la Mancomunitat Turística del Maestrat englobant a 57 municipis de les províncies de Terol i Castelló
| Província             | Comarques                                      | Municipis |
| --------------------- | ---------------------------------------------- | --- |
| Província de Castelló | Baix Maestrat, Alt Maestrat i Ports de Morella | Albocàsser, Ares del Maestrat, Benasal, Castellfort, Catí, Cinctorres, Culla, Forcall, Herbers, la Pobla de Benifassà, la Salzadella, Morella, Olocau del Rei, Palanques, Portell de Morella, Sant Mateu, Tírig, Todolella, Vallibona, Vilafranca, Vilafermosa, Villores, Vistabella del Maestrat i Sorita. |
| Província de Terol    | Maestrat aragonès, Baix Aragó, Matarranya      | Aiguaviva de Bergantes, Alcanyís, Alcorisa, Beseit, Calaceit, Canyada de Benatanduz, Cantavella, Castellot, Queretes, Fortanet, Fontdespatla, Galve, La Cuba, La Freixneda, L'Anglesola, La Portellada, Les Parres de Castellot, Lledó d'Algars, El Mas de les Mates, Mirambell, Miravet, Molinos, Mont-roig de Tastavins, Mosquerola, Pena-roja, Pitarc, Puertomingalvo, Ràfels, Tronxó, Vall-de-roures, Villarluengo i Vila-roia. |

El 22 de febrer del 2012 les diputacions de Castelló i Terol van dissoldre, 40 anys després de la seva creació, la Mancomunitat Turística del Maestrat. El 2005 es crea el Geoparc del Parc Cultural del Maestrat, entorn del riu Guadalop i els seus afluents, i l'integra 43 municipis de Terol.